# Susulatna
La rivière Susulatna est un cours d'eau d'Alaska, aux États-Unis située dans la région de recensement de Yukon-Koyukuk. C'est un affluent de la rivière Nowitna, elle-même affluent du  fleuve Yukon.

## Description
Longue de 41 milles (66 km), elle prend sa source dans la montagne Fossil, et coule en direction du nord-est pour se jeter dans la rivière Nowitna à 35 milles (56 km) au sud-est de Ruby.
Son nom indien a été référencé en 1915 par J. B. Mertie et G. L. Harrington.

## Sources
- (en) « Susulatna », Geographic Names Information System